# Tomicus piniperda
L'escarabat comú dels brots del pi (Tomicus piniperda) és una espècie de coleòpter polífag de la família dels escolítids, subfamília escolitins, natiu de tot Europa, Nord-oest d'Àfrica i nord d'Àsia. És una de les espècies més destructives per als pins del Nord d'Europa.
L'insecte és autòcton però la manca de gestió forestal, la sequera i les altes temperatures van fomentar el seu desenvolupament com a veritable plaga. Al Maresme s'han afectat centenars d'hectàrees. Al 'any 2015 se'n va detectar uns focus importants en els pins blancs d'algunes zones del País Valencià.
El seu hoste principal és el pi roig (Pinus sylvestris), però també es troba a la pinassa (Pinus nigra), pi marítim (Pinus pinaster), Pinus strobus, Pinus resinosa, Pinus banksiana i altres pins, i més rarament sobre avets, Picea i Larix.

## Descripció

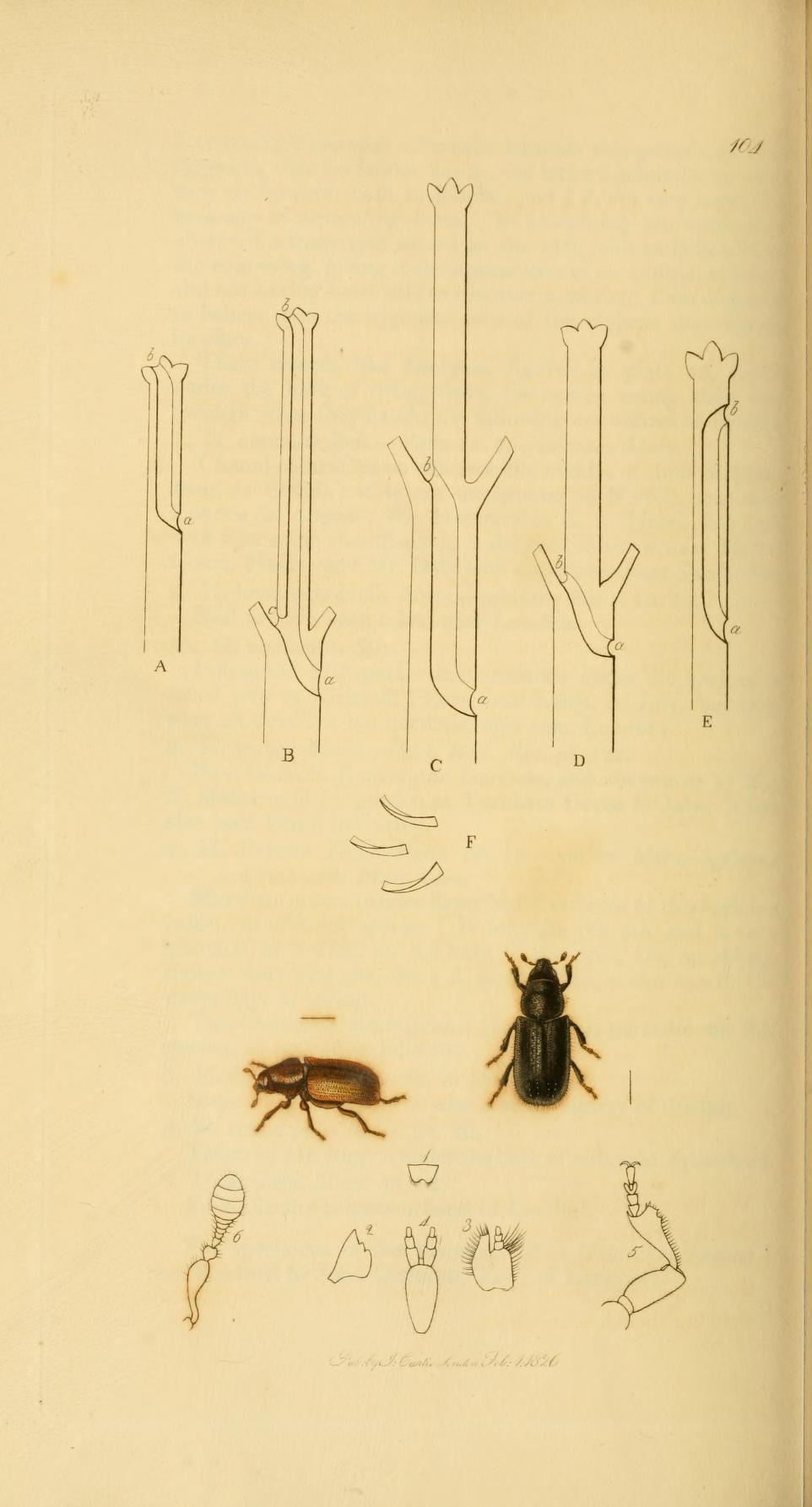
Galeries en els pins de la British Entomology de John Curtis

És una espècie de color negre o marró fosc, de 3.5–4.8 mm de llargada, amb un cos cilíndric, arrodonit al cap i als extrems de l'abdomen. S'alimenta d'arbres tot just morts o moribunds, també en els morts pels incendis. Els ous dipositats dins dels arbres masteguen el floema radialment, emergint com a adults a finals d'estiu. Els adults s'alimenten al llarg de la tardor i l'hivern dels brots apicals, no maten l'arbre però en redueixen el valor comercial de la fusta. Hi ha una generació per any. Al contrari que altres coleòpters de l'escorça, Tomicus piniperda no usa feromona abans d'aparellar-se sinó que emet olors provinents de la resina.